# سیوپارینا
سیوپارینا (به اسپانیایی: Suyuparina) یک کوه در پرو است که در پرو واقع شده‌است. سیوپارینا ۵٬۴۰۰ متر بالاتر از سطح دریا واقع شده‌است.